# Österrike i olympiska sommarspelen 1912
Österrike deltog med 85 deltagare vid de olympiska sommarspelen 1912 i Stockholm. Totalt vann de två silvermedaljer och två bronsmedaljer.

## Medaljer

### Silver
- Richard Verderber, Otto Herschmann, Rudolf Cvetko, Friedrich Golling, Andreas Suttner, Albert Bogen och Reinhold Trampler - Fäktning, sabel.
- Felix Pipes och Arthur Zborzil - Tennis, herrdubbel.

### Brons
- Richard Verderber - Fäktning, florett.
- Margarete Adler, Klara Milch, Josephine Sticker och Berta Zahourek - Simning, 4 x 100 meter frisim.